# Beterraba-sacarina
Beta vulgaris L., conhecido popularmente como beterraba ou beterraba-sacarina, é uma planta da família das amarantáceas que contém, nas suas raízes, uma elevada concentração de sacarose, razão pela qual é cultivada nas regiões temperadas para produção de açúcar e de etanol.

## Etimologia
"Beterraba" provém do termo francês betterave.